# Jeppe Loftager
Jeppe Loftager (født 9. oktober 1994 i Holstebro[kilde mangler]) er en dansk sanger, rapper og sangskriver. 
Loftager underskrev sin første pladekontrakt i foråret 2015 og udgav den 22. juni samme år sin debutsingle med titlen "Oceaner". Det er sidenhen blevet til en lang række singler, der samlet set er streamet over 25.000.000 gange. 
Loftager markerede sig for alvor, da han udgav nummeret "Kender du Emma?" i foråret 2017, der mindre end et år senere modtog en guldcertificering. Efterfølgende blev han udvalgt til at medvirke på Grøn-turnéen i 2017.
Jeppe Loftager gik på den kunstneriske studieretning på Holstebro Gymnasium og HF fra 2010 til 2013.